# Karl Küttel
Karl Küttel (* 1818 in Kőszeg, Kaisertum Österreich; † 14. Mai 1875 in Temesvár, Königreich Ungarn, Österreich-Ungarn) war von 1859 bis 1861 und von 1867 bis 1872 Bürgermeister der heute zu Rumänien gehörenden Stadt Timișoara. Infolge der Magyarisierung wurde sein Name häufig auch Károly Küttl geschrieben.

## Leben
Die Vorfahren von Karl Küttel kamen aus England, von wo sie während des Hundertjährigen Krieges fliehen mussten und sich in Baden niederließen. 1689 zogen sie dann nach Ungarn.
Karl Küttel wurde 1818 in Kőszeg, Ungarn, als ältester Sohn einer Apothekerfamilie geboren. Er studierte in Pest Rechtswissenschaften und ließ sich 1840 nach Abschluss seines Studiums in Temeswar nieder, wo er vorerst eine Stellung als Rechtsanwalt innehatte. Danach arbeitete er beim Amtsgericht und wurde 1848 Senator in Temeswar.
Er war Gründungsmitglied der ersten Temeswarer Bankgesellschaft und bis 1855 Mitglied in deren Aufsichtsrat.

## Bürgermeister
1859 wurde er zum Bürgermeister von Temeswar gewählt. Nachdem Josef Weigl von 1861 bis 1867 das Amt innegehabt hatte, wurde er 1867 wieder gewählt. Während seiner beiden Amtsperioden wurde die Stadt entmilitarisiert. Er trieb den Straßenbau sowohl innerhalb der Festungsmauern, als auch in den Vorstädten voran.
Zu seiner Zeit fanden statt:
- die Bepflanzung des Prinz-Eugen-Platzes, heute Piața Libertății
- das Pflastern der Gehwege innerhalb der Festung (rumänisch Cetate)
- die Gründung der Freiwilligen Feuerwehr Temeswar
- die Einführung der ab 1869 verkehrenden Pferdebahn
- die Gründung des heutigen Nikolaus Lenau Lyzeums
- die Gründung einiger Stadtparks
- die Gründung einiger Krankenhäuser der Stadt
- die Gründung des Franz-Josef-Theaters, heutiges Nationaltheater und Opernhaus Timișoara

## Ehrung und Würdigung
- Am 27. Oktober 2006 wurde in Anwesenheit des Temeswarer Bürgermeisters Gheorghe Ciuhandu auf dem Piața Alexandru Mocioni eine dreisprachige Gedenktafel in deutscher, rumänischer und ungarischer Sprache enthüllt. Diese wurde auf Initiative seines in Deutschland lebenden Urenkels István Küttel an der Fassade des Gebäudes Bulevardul Tinereții Nummer 1 angebracht. Bereits um die Jahrhundertwende herum wurde die Joefstädter Hälfte des heutigen Piața Alexandru Mocioni zu Ehren des Alt-Bürgermeisters in Küttl-tér umbenannt. Nachdem Timișoara 1919 an Rumänien gefallen war, verlor der Platz diesen Namen wieder, in der deutschen Bevölkerung ist die umgangssprachliche Bezeichnung Küttel-Platz jedoch bis heute gebräuchlich.
- Am 3. August 2009 fand die feierliche Enthüllung seiner Büste an der Allee der Persönlichkeiten im Zentralpark (rumänisch Parcul Central) statt.
- Im Nikolaus Lenau Lyzeum befindet sich eine Gedenktafel zur Würdigung seiner Arbeit.